# ジーン・マチー
ジーン・マヌエル・マチー（Jean Manuel Machi、1982年2月1日 - ）は、ベネズエラ・アンソアテギ州エル・ティグレ出身のプロ野球選手（投手）。右投右打。

## 経歴

### プロ入りとフィリーズ傘下時代
2000年2月22日にアマチュア・フリーエージェントでフィラデルフィア・フィリーズと契約。同年にルーキー級ベネズエラン・サマーリーグでデビュー。
2004年までルーキー級とA級でプレーした。

### デビルレイズ傘下時代
2004年12月13日に行われたルール・ファイブ・ドラフトのマイナーリーグ・フェイズにおいて、タンパベイ・デビルレイズから指名され移籍。
2006年はAA級モンゴメリー・ビスケッツで49試合に登板し、6勝1敗16セーブ、防御率2.64と好成績を残したが、オフの10月15日にフリーエージェント（FA）となった。

### ブルージェイズ傘下時代
2006年10月31日にトロント・ブルージェイズと契約した。
2007年はAA級ニューハンプシャー・フィッシャーキャッツで48試合、2008年もAA級ニューハンプシャーで21試合に登板したが、オフの11月12日に自由契約となった。

### パイレーツ傘下時代
2009年2月13日にピッツバーグ・パイレーツと契約。AA級アルトゥーナ・カーブで28試合に登板して2勝3敗6セーブ、防御率2.08を記録し、この年初めてAAA級に昇格。インディアナポリス・インディアンスで13試合に登板した。
2010年はスプリングトレーニングに招待選手として参加した。開幕後はAAA級インディアナポリスに所属し、クローザーとして58試合に登板して5勝5敗23セーブ、防御率3.92の成績を残したが、メジャー昇格の機会はなかった。オフの11月6日にFAとなった。

### ジャイアンツ時代
2011年2月9日にサンフランシスコ・ジャイアンツと契約したが、この年は4月5日から8月30日まで提携しているメキシカンリーグのメキシコシティ・レッドデビルズでプレーした。
2012年は開幕からAAA級フレズノ・グリズリーズでクローザーとしてフル稼働し、53試合に登板して15セーブを挙げ、9月1日にメジャー契約を結んで初昇格。9月3日のアリゾナ・ダイヤモンドバックス戦でプロ入りから13年目にしてメジャーデビュー。1点ビハインドの9回表から登板し、1回を無失点に抑えた。この年はメジャーで8試合に登板した。
2013年はリリーフとしてメジャーに定着して51試合に登板。2014年は71試合に登板して、2年連続で防御率2点台と好投。中継ぎとしてフル回転した。
2015年は33試合に投げたが、防御率5.14、WHIP1.49と打ち込まれ、過去2シーズンと一転して不調にあえいだ。7月20日にDFAとなった。

### レッドソックス時代
2015年7月28日にウェイバー公示を経てボストン・レッドソックスへ移籍した。レッドソックス加入後は26試合に投げたが、ジャイアンツ時代からの不振を引きずり、防御率は5.09にとどまった。2球団合計で3年連続50試合以上となる59試合に投げ、2勝0敗4セーブ、防御率5.12、42奪三振という成績だった。11月6日に40人枠から外れる形で傘下のAAA級ポータケット・レッドソックスに配属され、同日中にFAとなった。

### カブス傘下時代
2015年12月11日にシカゴ・カブスとマイナー契約を結んだ。
2016年のスプリングトレーニングに招待選手として参加したが、メジャー昇格の機会はなく、6月9日に自由契約となった。

### ジャイアンツ傘下時代
2016年6月17日に古巣・ジャイアンツとマイナー契約を結んだ。傘下のAAA級サクラメント・リバーキャッツに配属されたが、メジャー昇格がないまま11月7日にFAとなった。

### マリナーズ時代
2017年1月22日にシアトル・マリナーズとマイナー契約を結び、同年のスプリングトレーニングに招待選手として参加することになった。開幕は傘下のAAA級タコマ・レイニアーズで迎え、5月2日にメジャー契約を結んでアクティブ・ロースター入りした。5試合に登板して1勝を挙げたが、5月13日にDFAとなり。5月14日に40人枠から外れる形でAAA級タコマ・レイニアーズに降格した。

### マリナーズ退団後
2017年7月21日にマーク・ロウとともに金銭トレードでシカゴ・ホワイトソックスに移籍した。
2018年3月22日にメキシカンリーグのメキシコシティ・レッドデビルズと契約。7月15日に独立リーグ・アトランティックリーグのシュガーランド・スキーターズに移籍。
2019年もシュガーランド・スキーターズと契約したが、6月28日に解雇となった。
2021年4月5日にアトランティックリーグのウエストバージニア・パワーと契約。7月11日にメキシカンリーグのモンテレイ・サルタンズと契約。オフは母国ベネズエラのウィンターリーグ（LVBP）でプレー。
2022年は秋まではいずれのチームにも所属せず、オフはLVBPでプレー。

## 詳細情報

### 年度別投手成績
| 年 度    | 球 団    | 登 板 | 先 発 | 完 投 | 完 封 | 無 四 球 | 勝 利 | 敗 戦 | セ 丨 ブ | ホ 丨 ル ド | 勝 率 | 打 者 | 投 球 回 | 被 安 打 | 被 本 塁 打 | 与 四 球 | 敬 遠 | 与 死 球 | 奪 三 振 | 暴 投 | ボ 丨 ク | 失 点 | 自 責 点 | 防 御 率 | W H I P |
| -------- | -------- | ----- | ----- | ----- | ----- | -------- | ----- | ----- | -------- | ----------- | ----- | ----- | -------- | -------- | ----------- | -------- | ----- | -------- | -------- | ----- | -------- | ----- | -------- | -------- | ------- |
| 2012     | SF       | 8     | 0     | 0     | 0     | 0        | 0     | 0     | 0        | 0           | ----  | 28    | 6.2      | 7        | 2           | 1        | 0     | 0        | 4        | 0     | 0        | 5     | 5        | 6.75     | 1.20    |
| 2013     | SF       | 51    | 0     | 0     | 0     | 0        | 3     | 1     | 0        | 11          | .750  | 211   | 53.0     | 46       | 2           | 12       | 3     | 0        | 51       | 2     | 0        | 15    | 14       | 2.38     | 1.09    |
| 2014     | SF       | 71    | 0     | 0     | 0     | 0        | 7     | 1     | 2        | 17          | .875  | 249   | 66.1     | 45       | 5           | 18       | 3     | 1        | 51       | 5     | 1        | 19    | 19       | 2.58     | 0.95    |
| 2015     | SF       | 33    | 0     | 0     | 0     | 0        | 1     | 0     | 0        | 2           | 1.000 | 159   | 35.0     | 38       | 3           | 14       | 0     | 1        | 22       | 1     | 0        | 21    | 20       | 5.14     | 1.49    |
| 2015     | BOS      | 26    | 0     | 0     | 0     | 0        | 1     | 0     | 4        | 2           | 1.000 | 98    | 23.0     | 21       | 5           | 8        | 0     | 0        | 20       | 2     | 0        | 14    | 13       | 5.09     | 1.26    |
| '15計    | BOS      | 59    | 0     | 0     | 0     | 0        | 2     | 0     | 4        | 4           | 1.000 | 257   | 58.0     | 59       | 8           | 22       | 0     | 1        | 42       | 3     | 0        | 35    | 33       | 5.12     | 1.40    |
| 2017     | SEA      | 5     | 0     | 0     | 0     | 0        | 1     | 0     | 0        | 0           | 1.000 | 31    | 7.2      | 7        | 1           | 4        | 0     | 0        | 4        | 0     | 0        | 2     | 1        | 1.17     | 1.43    |
| MLB：5年 | MLB：5年 | 194   | 0     | 0     | 0     | 0        | 13    | 2     | 6        | 32          | .867  | 776   | 191.2    | 164      | 18          | 57       | 6     | 2        | 152      | 10    | 1        | 76    | 72       | 3.38     | 1.15    |

- 2022年度シーズン終了時

### 背番号
- 63（2012年 - 2015年7月19日）
- 64（2015年7月30日 - 同年終了、2017年）